# Torneio de xadrez de Salzburgo de 1942
O Torneio de xadrez de Salzburgo de 1942 foi um forte torneio de xadrez realizado na então Alemanha nazista durante a Segunda Guerra Mundial. A competição foi realizada na cidade de Salzburgo no Palácio Mirabell de 9 a 18 de junho no formato todos-contra-todos com um tempo de reflexão de duas horas para 32 movimentos e uma hora para cada 16 movimentos e teve somente seis participantes. Os organizadores tinham a intenção de incluir o ex-campeão mundial Max Euwe, entretanto Euwe declinou alegando motivos de saúde sendo seu lugar ocupado por Junge.
| Alexander Alekhine | xxx | 2   | 2   | 1   | 1   | 1.5 | 7.5 |
| Paul Keres         | 0   | xxx | 1   | 1.5 | 1.5 | 2   | 6   |
| Paul Schmidt       | 0   | 1   | xxx | 1   | 1   | 2   | 5   |
| Klaus Junge        | 1   | 0.5 | 1   | xxx | 1   | 1.5 | 5   |
| Efim Bogoljubow    | 1   | 0.5 | 1   | 1   | xxx | 0   | 3.5 |
| Goesta Stoltz      | 0.5 | 0   | 0   | 0.5 | 2   | xxx | 3   |